# Teruyuki Moniwa
Teruyuki Moniwa (født 8. september 1981) er en japansk fodboldspiller.

## Japans fodboldlandshold
| Japans landshold | Japans landshold | Japans landshold |
| År               | Kmp              | Mål              |
| ---------------- | ---------------- | ---------------- |
| 2003             | 2                | 0                |
| 2004             | 1                | 0                |
| 2005             | 4                | 1                |
| 2006             | 2                | 0                |
| Total            | 9                | 1                |